# 栃木県道63号藤原宇都宮線
栃木県道63号藤原宇都宮線（とちぎけんどう63ごう ふじはらうつのみやせん）は、栃木県日光市から宇都宮市に至る県道（主要地方道）である。

## 概要
起点の日光市藤原から途中の豊月平放牧場や東荒川ダム、尚仁沢湧水などのそばの山道（大型車通行不可）を抜けて塩谷町の中心である玉生（たまにゅう）へ向かう。
玉生から先はほぼ真南に向かって宇都宮市に入る。市内の中里町で国道293号、市内の関堀町で国道119号バイパス（宇都宮環状道路）を横断する。この関堀町付近から宇都宮市街地に入り、田川に架かる鎌倉橋を渡って富士見ヶ丘団地入口を通り、大曽十文字にて競輪場通りと、さらに塙田十文字で県庁前通りと交差し、宮島町交差点にて宇都宮市の大通りへ至る。宇都宮市中心街付近は交通量が多く、渋滞しやすい。

### 路線データ
- 総延長：52.025 km（旧道区間を除く）
- 実延長：51.907 km（旧道区間を除く）
- 起点：栃木県日光市藤原（国道121号・国道352号交点）
- 終点：栃木県宇都宮市大通り1丁目（大通り1丁目交差点 =栃木県道1号宇都宮笠間線・栃木県道10号宇都宮那須烏山線・栃木県道35号宇都宮結城線交点）
- 認定：1964年（昭和39年）10月27日

## 歴史
- 1993年（平成5年）5月11日 - 建設省から、県道藤原宇都宮線が藤原宇都宮線として主要地方道に指定される[1]。

## 路線状況

### 別名
羽黒街道
羽黒山神社の参詣のために開削されたことに由来する。大宮街道や玉生街道と呼ばれる場合もある。
梵天ゆず街道
金田町交差点から塩谷町境までの区間。
田原街道
金田町交差点から大曽2丁目交差点までの区間。宇都宮から田原までを結ぶ道であることから。
宇商通り
宇都宮市大曽2丁目交差点から塙田4丁目交差点までの区間。沿線に栃木県立宇都宮商業高等学校（通称：宇商）があることから。
東（あずま）通り
宇都宮市塙田4丁目交差点から終点の大通り1丁目交差点までの区間。

### 重複区間
- 栃木県道62号今市氏家線（塩谷郡塩谷町大宮 - 塩谷郡塩谷町上平）
- 栃木県道73号上横倉下岡本線（宇都宮市上田原町 - 宇都宮市下田原町）
- 栃木県道10号宇都宮那須烏山線（宇都宮市大曽交差点 - 宇都宮市大通り1丁目交差点）

## 地理

### 通過する自治体
- 栃木県

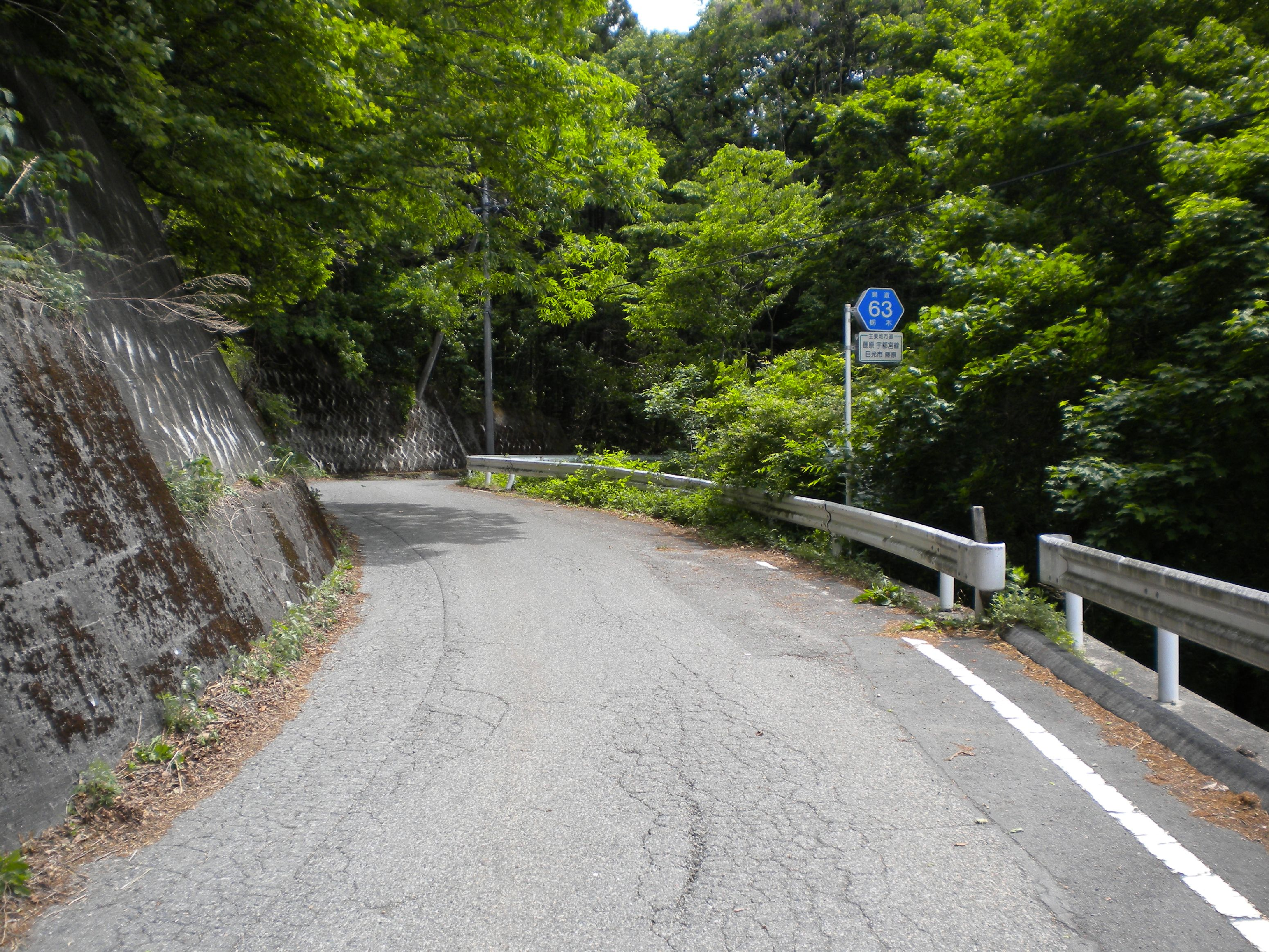
日光市藤原付近

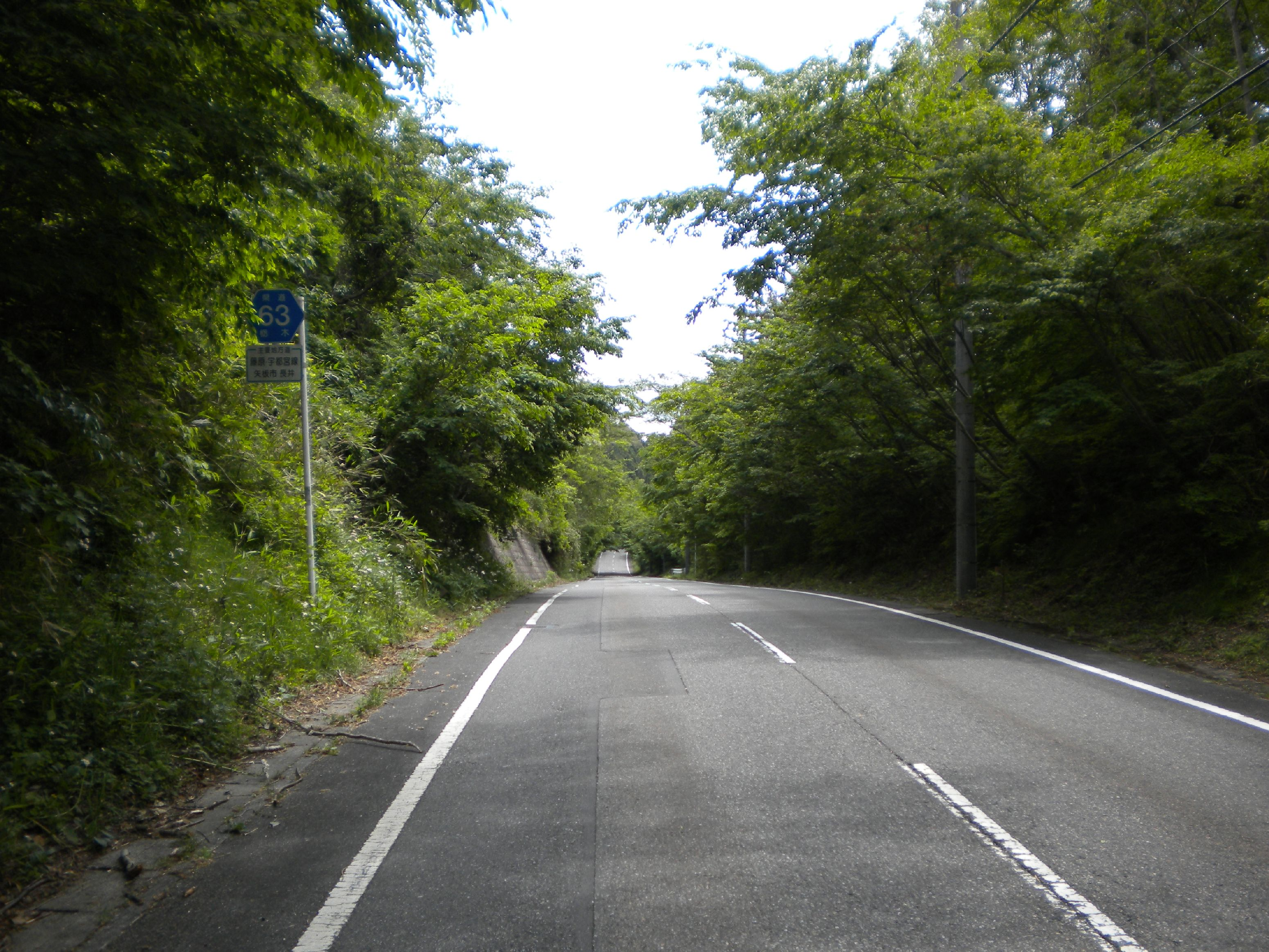
矢板市長井付近

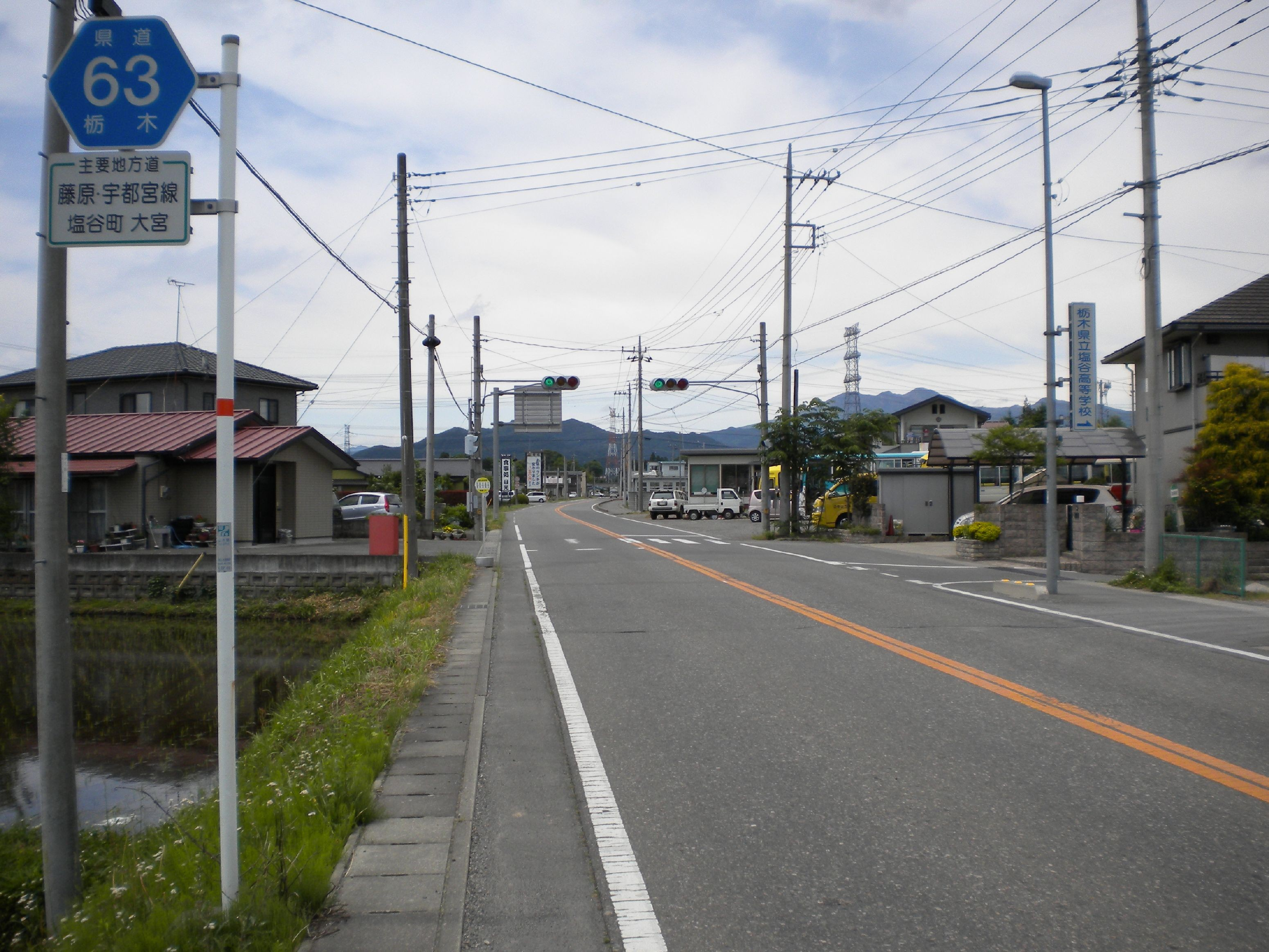
塩谷町大宮付近

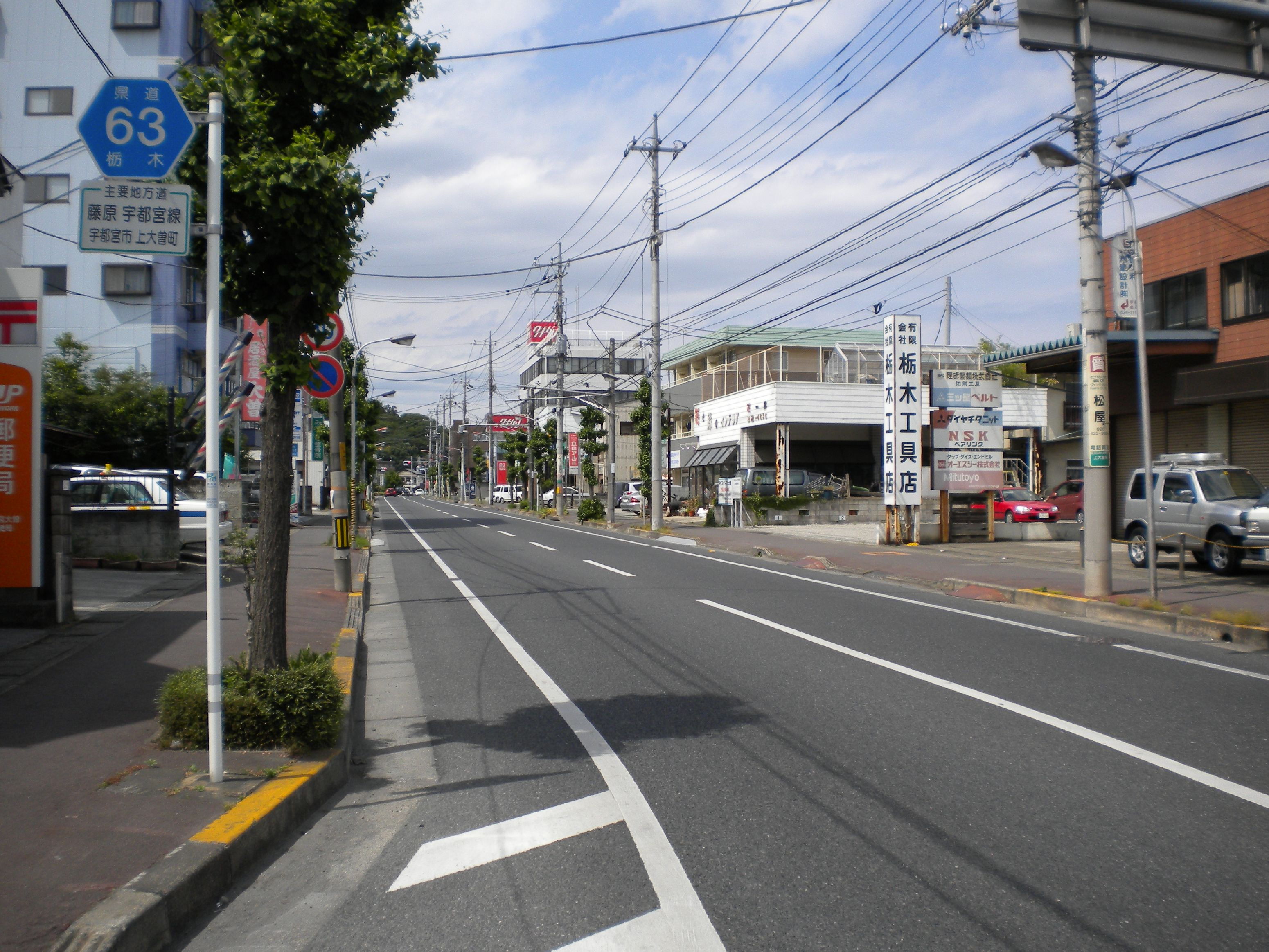
宇都宮市上大曽町付近

  - 日光市 - 塩谷郡塩谷町 - 矢板市 - 塩谷郡塩谷町 - 宇都宮市

### 交差する道路
- 国道121号（国道352号 重複）（起点）
- 栃木県道273号東古屋上寺島線（塩谷郡塩谷町上寺島）
- 国道461号（塩谷郡塩谷町玉生交差点）
- 栃木県道74号塩谷喜連川線（塩谷郡塩谷町大宮上交差点）
- 栃木県道63号藤原宇都宮線（塩谷郡塩谷町大宮）
- 栃木県道63号藤原宇都宮線（塩谷郡塩谷町上平）
- 栃木県道348号上河内スマートインター線（宇都宮市今里町）
- 国道293号（宇都宮市中里町・中里原交差点）
- 栃木県道159号小林逆面線（宇都宮市逆面町・逆面交差点）
- 栃木県道73号上横倉下岡本線（宇都宮市上田原町）
- 栃木県道73号上横倉下岡本線（宇都宮市下田原町）
- 栃木県道157号下岡本上戸祭線（宇都宮市関堀町北交差点）
- 国道119号バイパス（宇都宮環状道路、宇都宮市関堀町交差点）
- 栃木県道10号宇都宮那須烏山線（宇都宮市・大曽交差点）
- 栃木県道64号宇都宮向田線（宇都宮市塙田4丁目交差点）
- 栃木県道1号宇都宮笠間線・栃木県道10号宇都宮那須烏山線・栃木県道35号宇都宮結城線（終点）

### 沿線にある施設など
- 東武鬼怒川線・野岩鉄道 新藤原駅
- 豊月平放牧場
- 東荒川ダム
- 尚仁沢湧水
- 栃の木カントリークラブ

- 塩谷町役場
- 宇都宮市上河内地域自治センター（旧：上河内町施設）
- 栃木県立宇都宮北高等学校
- 栃木県立宇都宮商業高等学校
- 宇都宮市中央消防署

## ギャラリー

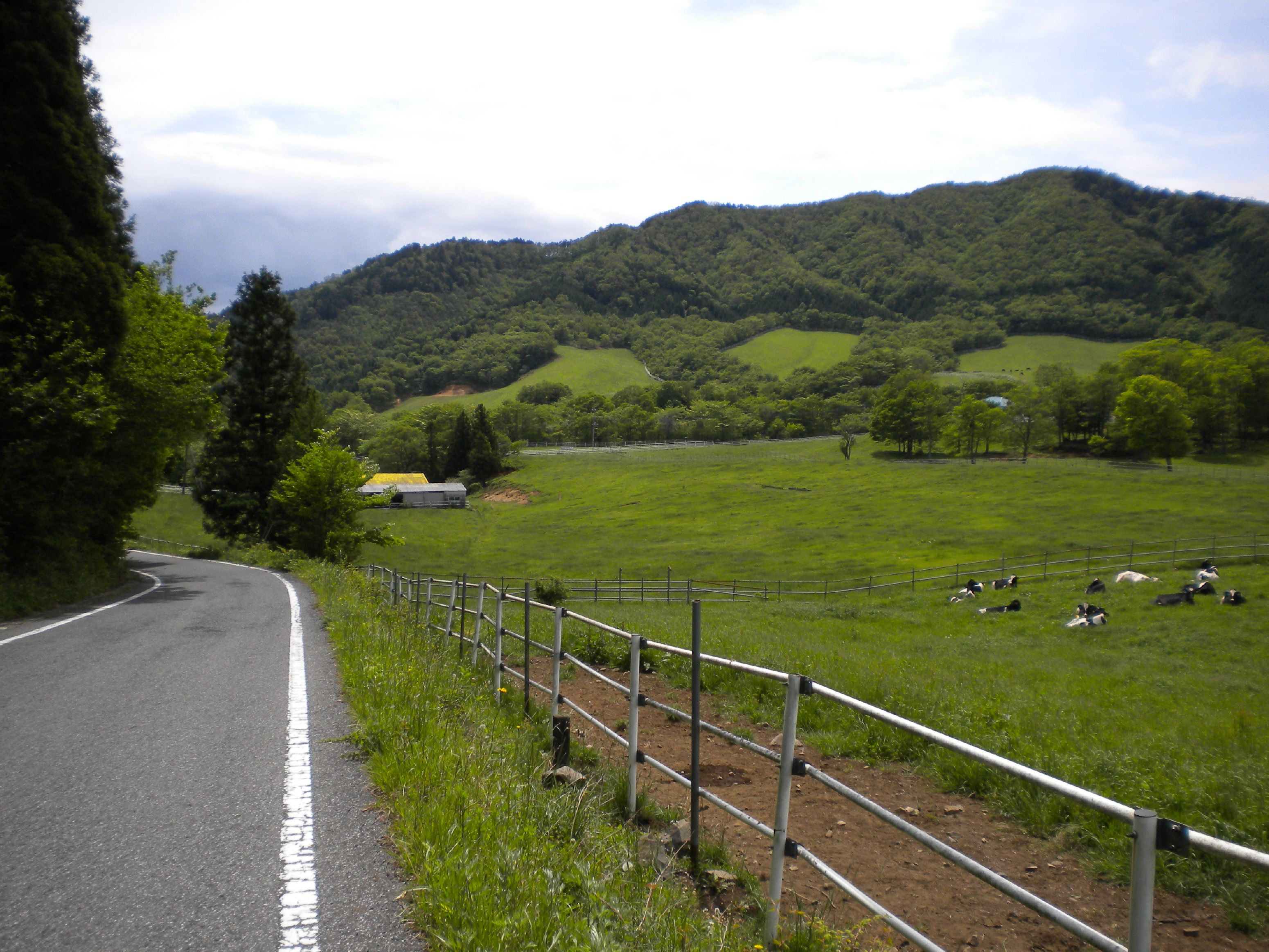
豊月平放牧場
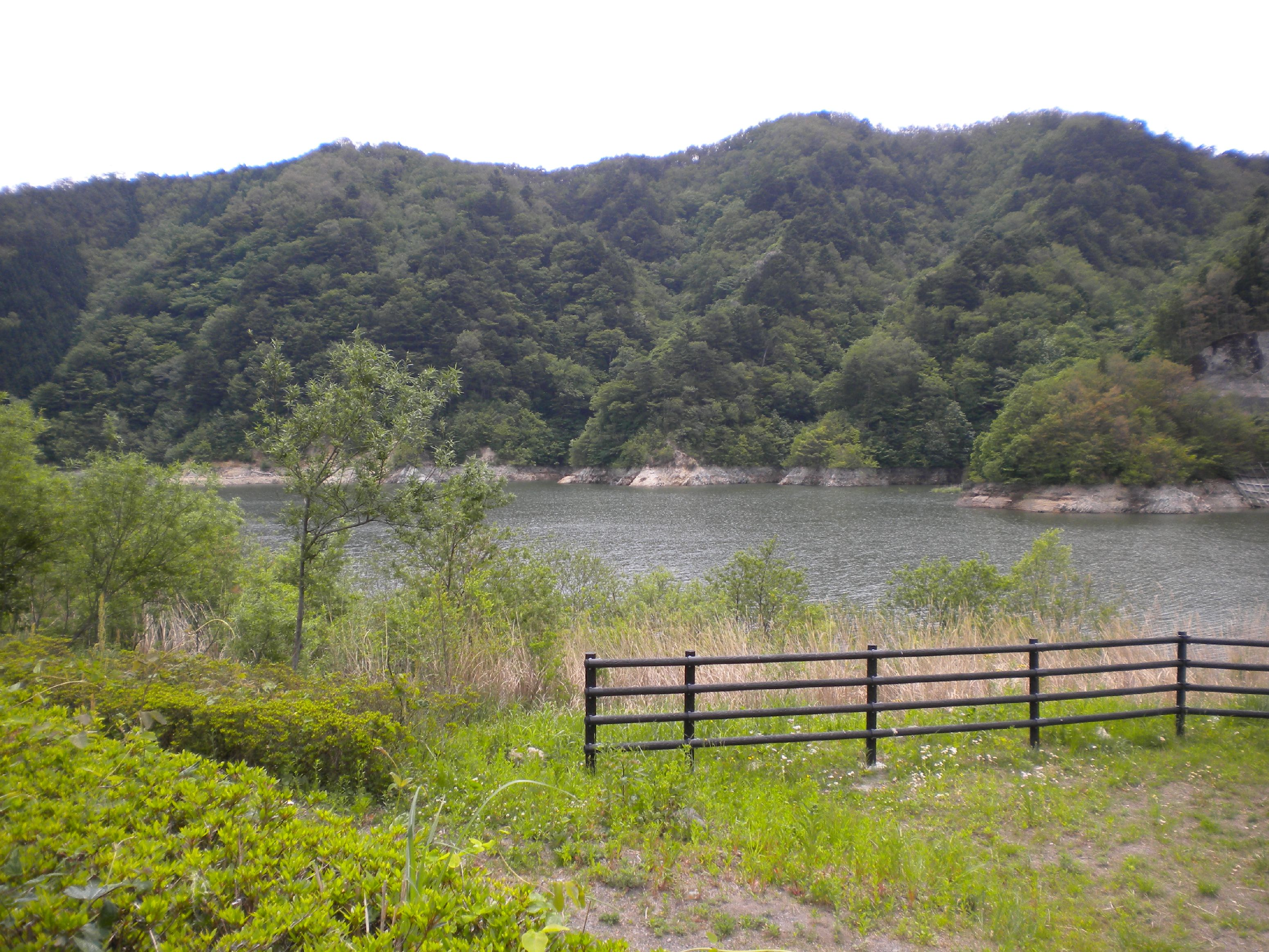
東荒川ダム湖